# Mỹ Đông (xã)
Mỹ Đông là một xã thuộc huyện Tháp Mười, tỉnh Đồng Tháp, Việt Nam.

## Địa lý
Xã Mỹ Đông nằm gần trung tâm huyện Tháp Mười, có vị trí địa lý: 
- Phía bắc giáp xã Mỹ Hòa
- Phía nam giáp xã Láng Biển
- Phía đông giáp thị trấn Mỹ An và xã Phú Điền
- Phía tây giáp xã Mỹ Quý.

Xã có diện tích 27,45 km², dân số năm 1999 là 8.159 người, mật độ dân số đạt 297 người/km².

## Lịch sử
Quyết định số 382-CP ngày 27 tháng 12 năm 1980 của Hội đồng Chính phủ, chia xã Mỹ Quý thành hai xã lấy tên là xã Mỹ Quý và xã Mỹ Đông.
Quyết định số 4-CP ngày 05 tháng 01 năm 1981 của Hội đồng Chính phủ, chia huyện Cao Lãnh thành hai huyện lấy tên là huyện Cao Lãnh và huyện Tháp Mười, xã Mỹ Đông thuộc huyện Tháp Mười, tỉnh Đồng Tháp.

## Ảnh
|  |  |